# 門多薩龍屬
門多薩龍屬意為「門多薩蜥蜴」，是種蜥腳下目恐龍。門多薩龍屬於泰坦巨龍類，這是一群主要生存於白堊紀南半球的大型蜥腳類恐龍。
門多薩龍的化石出土於阿根廷門多薩省馬拉圭縣，化石並不完整，但已知牠們身體覆蓋鱗甲，此特徵常見於許多泰坦巨龍類，例如薩爾塔龍。門多薩龍生存於晚土侖階到晚康尼亞克階，接近9300萬年前到8500萬年前。近年，門多薩省被歸類於泰坦巨龍類的隆柯龍類演化支，隆柯龍類還包含體型巨大的富塔隆柯龍、普爾塔龍。如同其近親，門多薩龍具有長而粗壯的頸部，頸椎有寬厚的頸部肋骨、神經棘。
模式種在2003年由阿根廷古生物學家Bernardo J. Gonzalez Riga所命名，种名neguyelap意为“第一頭野獸”，指門多薩龍是第一個以門多薩省為名的恐龍。

## 外部連結
- Mendozasaurus
- Mendozasaurus and other South American sauropods
- Thescelosaurus! page containing info about Mendozasaurus
- Sauropod dinosaurs （页面存档备份，存于）: Complementary information on South American titanosaurs